# Старосоколівська сільська рада
Старосоколівська сільська́ ра́да — адміністративно-територіальна одиниця та орган місцевого самоврядування в Іванківському районі Київської області. Адміністративний центр — село Старі Соколи.

## Загальні відомості
Старосоколівська сільська рада утворена 1990 року[джерело?].
- Територія ради: 35 км²
- Населення ради: 498 осіб (станом на 2001 рік)
- Територією ради протікає річка Вересня

## Населені пункти
Сільській раді підпорядковані населені пункти:
- с. Старі Соколи
- с. Красилівка
- с. Нові Соколи
- с. Потоки

## Склад ради
Рада складається з 12 депутатів та голови.
- Голова ради: Машківська Валентина Федорівна
- Секретар ради: Павленко Галина Петрівна

### Керівний склад попередніх скликань
| Прізвище, ім'я, по батькові    | Основні відомості                                                             | Дата обрання | Дата звільнення |
| ------------------------------ | ----------------------------------------------------------------------------- | ------------ | --------------- |
| Машківська Валентина Федорівна | Сільський голова, 1963 року народження, освіта незакінчена вища, позапартійна | 26.03.2006   | 31.10.2010      |
| Машківська Валентина Федорівна | Сільський голова, 1963 року народження, освіта незакінчена вища, позапартійна | 31.10.2010   |                 |

Примітка: таблиця складена за даними сайту Верховної Ради України

### Депутати
За результатами місцевих виборів 2010 року депутатами ради стали:

#### За суб'єктами висування
| Суб'єкт висування | Кількість обраних депутатів | %   |
| ----------------- | --------------------------- | --- |
| Самовисування     | 12                          | 100 |

#### За округами
| № округу | Прізвище, ім'я, по батькові   | Дата визнання обраним | Освіта  | Партійна приналежність             | Відомості про обраного депутата                                       |
| -------- | ----------------------------- | --------------------- | ------- | ---------------------------------- | --------------------------------------------------------------------- |
| 1        | Мельниченко Василь Васильович | 01.11.2010            | середня | член Соціалістичної партії України | відділенні поштового зв'язку с. Старі Соколи, листоноша               |
| 2        | Ліньов Петро Михайлович       | 01.11.2010            | середня | позапартійний                      | тимчасово не працює                                                   |
| 3        | Чорна Зінаїда Кузьмівна       | 01.11.2010            | вища    | член Партії регіонів               | тимчасово не працює                                                   |
| 4        | Давидова Ольга Миколаївна     | 01.11.2010            | середня | позапартійна                       | Старосоколівська сільська бібліотека, завідувачка                     |
| 5        | Василенко Лідія Василівна     | 01.11.2010            | вища    | позапартійна                       | Іванківсткий територіальний центр соціальної допомоги, соц. працівник |
| 6        | Сміян Віктор Миколайович      | 01.11.2010            | середня | позапартійний                      | Державне підприємство «Чорнобильська Пуща», лісник                    |
| 7        | Чехівська Наталія Іванівна    | 01.11.2010            | середня | позапартійна                       | тимчасово не працює                                                   |
| 8        | Коваленко Іван Якович         | 01.11.2010            | середня | позапартійний                      | пенсіонер                                                             |
| 9        | Павленко Галина Петрівна      | 01.11.2010            | середня | позапартійна                       | Старосоколівська сільська рада, секретар                              |
| 10       | Чехівська Тетяна Анатоліївна  | 01.11.2010            | середня | позапартійна                       | фельдшерсько-акушерський пункт с. Соколи, молодша медична сестра      |
| 11       | Лавринчук Ольга Григорівна    | 01.11.2010            | середня | позапартійна                       | тимчасово не працює                                                   |
| 12       | Роговець Василь Васильович    | 01.11.2010            | вища    | позапартійний                      | ДП «Чорнобильпуща», лісник                                            |